# Bernon (Aube)
Bernon é uma comuna francesa na região administrativa de Grande Leste, no departamento de Aube. Estende-se por uma área de 17,91 quilômetros quadrados. Em 2010 a comuna tinha 172 habitantes (densidade: 9,6 hab./km²).